# Simon Rieber

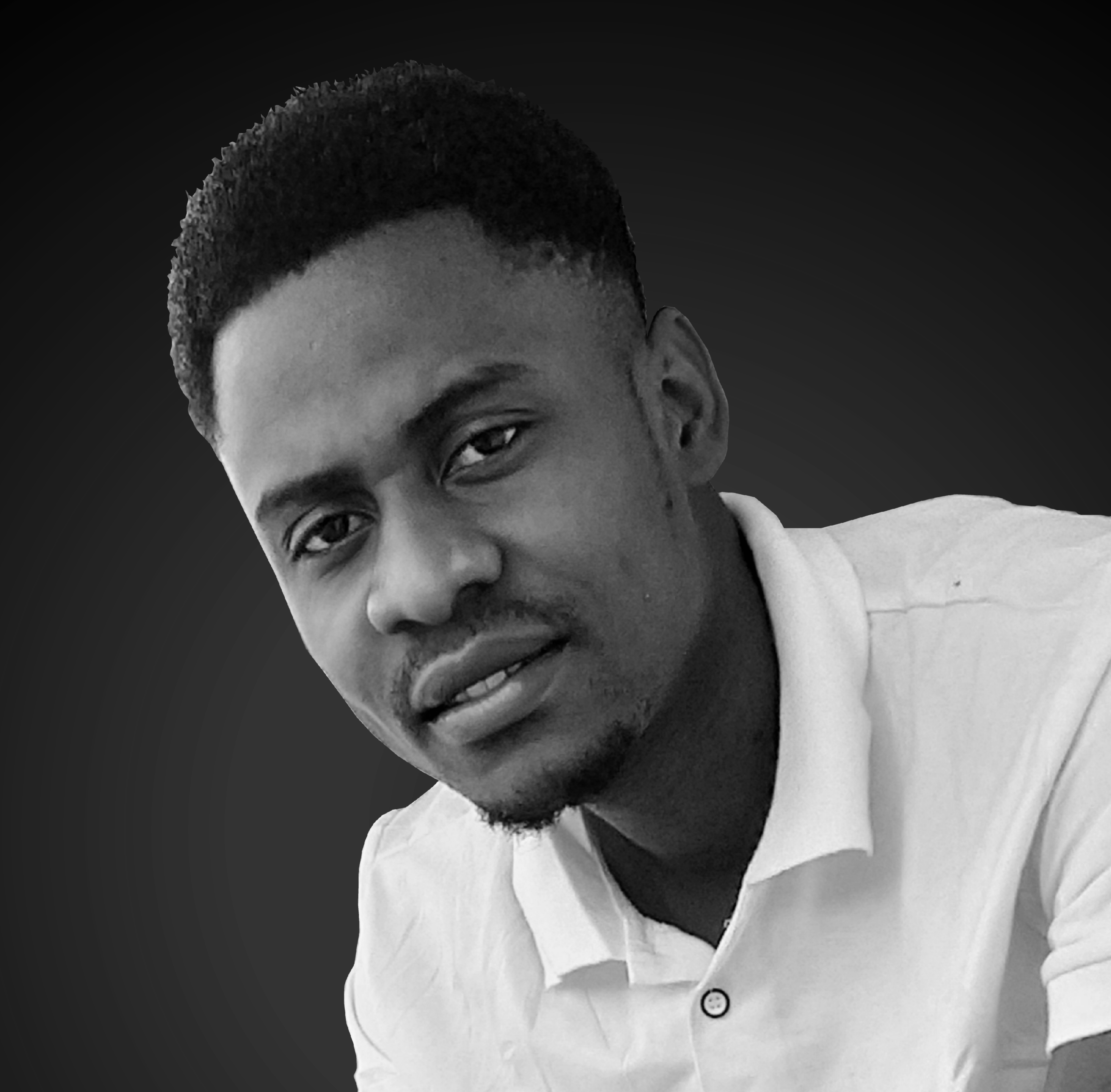
Simon Rieber (2020)

Simon Cosmas Michael, (geboren am 18. Mai 1994 in Daressalam, Tansania) besser bekannt als Simon Rieber, ist ein bildender Künstler aus Tansania, der die Bereiche Volkskunst, Animation, Malerei und Illustration nutzt, um seine Überzeugungen auszudrücken und zu dokumentieren. Er hat ausgiebig in Tansania und Ostafrika ausgestellt und sich als aufstrebender zeitgenössischer tansanischer Künstler eine Nische in der ostafrikanischen Kunstszene geschaffen.

## Ausstellungen
- 2018: Working for the Time, Seoul Museum of Art, Seoul, South Korea.[1]
- 2019: UFO Gallery, Barkeley, California.[1]
- 2019: Jessica Silverman Gallery, San Francisco.[1]
- 2021: Project 30: Look At Me, Garage Museum of Contemporary Art, Moscow.[1]

## Auszeichnungen (Auswahl)
- 2020: gewinnt den Umoja-Preis für zeitgenössische tansanische Künstler, die höchste Auszeichnung in Tansania für Künstler unter 40 Jahren.[5][6]